# Ріба-де-Саелісес
Ріба-де-Саелісес (ісп. Riba de Saelices) — муніципалітет в Іспанії, у складі автономної спільноти Кастилія-Ла-Манча, у провінції Гвадалахара. Населення — 136 осіб (2010).
Муніципалітет розташований на відстані близько 130 км на північний схід від Мадрида, 80 км на північний схід від Гвадалахари.
На території муніципалітету розташовані такі населені пункти: (дані про населення за 2010 рік)
- Ла-Лома: 12 осіб
- Ріба-де-Саелісес: 97 осіб
- Рібарредонда: 27 осіб

## Демографія
Динаміка населення (INE ):